# Hypogastrura socialis
Hypogastrura socialis är en urinsektsart som först beskrevs av Jindřich Uzel 1891.  Hypogastrura socialis ingår i släktet Hypogastrura och familjen Hypogastruridae. Arten är reproducerande i Sverige. Inga underarter finns listade i Catalogue of Life.